# Aurihydrargyrumit
Aurihydrargyrumit (IMA-Symbol Ahg) ist ein sehr selten vorkommendes Mineral aus der Mineralklasse der „Elemente“ mit der chemischen Zusammensetzung Au6Hg5 und damit chemisch gesehen ein natürliches Goldamalgam.
Aurihydrargyrumit kristallisiert im hexagonalen Kristallsystem, konnte bisher jedoch nur in Form von unregelmäßigen (xenomorphen) Körnern und gelegentlich zumindest teilweise eigengestaltigen (hypidiomorphen), hexagonalen Kristallen bis zwei Mikrometer Größe gefunden werden. Das Mineral ist in jeder Form undurchsichtig (opak) und zeigt auf den Oberflächen der silbrigen bis silbergrauen Kristalle einen metallischen Glanz.
Wie alle Amalgame ist auch Aurihydrargyrumit relativ weich mit einer Mohshärte von etwa 2,5 sowie duktil, das heißt plastisch verformbar.

## Etymologie und Geschichte
Die synthetische Verbindung Au6Hg5 war durch Untersuchungen der Phasenbeziehungen der Legierungsbildung im Au-Hg-System bereits lange vor der Entdeckung der natürlichen Mineralbildung bekannt. So beschrieb Tommie Lindahl 1970 eine durch Reduktion von Gold- und Quecksilberionen synthetisierte, metastabile Au6Hg5-Phase, die bei Raumtemperatur stabil ist und sich bei Temperaturen von über 70 °C durch Auslaugung des Quecksilbers verändert.
Die natürliche Mineralbildung des Goldamalgams Aurihydrargyrumit wurde erstmals in einer Seifenlagerstätte in der Mitte des Flusses Oda nahe Iyoki in der Gemeinde Uchiko (Präfektur Ehime) auf der japanischen Insel Shikoku entdeckt. Die Analyse und Erstbeschreibung erfolgte durch Daisuke Nishio-Hamane, Takahiro Tanaka und Tetsuo Minakawa, die das Mineral nach dessen Zusammensetzung aus Gold (lateinisch aurum; hier Auri) und Quecksilber (lateinisch hydrargyrum) sowie dem für Minerale üblichen Anhang „-it“ benannten.
Das Mineralogenteam sandte seine Untersuchungsergebnisse und den gewählten Namen 2017 zur Prüfung an die International Mineralogical Association (interne Eingangsnummer der IMA: 2017-003), die den Aurihydrargyrumit als eigenständige Mineralart anerkannten. Die Erstbeschreibung wurde anschließend im Fachmagazin Minerals der MDPI publiziert.
Das Typmaterial des Minerals wird in der Mineralogischen Sammlung des Nationalmuseums der Naturwissenschaften in Tokio unter der Katalognummer NSM-M45047 aufbewahrt.
Die seit 2021 ebenfalls von der IMA/CNMNC anerkannte Kurzbezeichnung (auch Mineral-Symbol) von Aurihydrargyrumit lautet „Ahg“.

## Klassifikation
Da der Aurihydrargyrumit erst 2017 als eigenständiges Mineral anerkannt wurde, ist er weder in der veralteten 8. Auflage noch in der von der  IMA zuletzt 2009 aktualisierten 9. Auflage der Strunz’schen Mineralsystematik verzeichnet. Auch die vorwiegend im englischen Sprachraum gebräuchliche Systematik der Minerale nach Dana kennt den Aurihydrargyrumit noch nicht.
In der zuletzt 2018 überarbeiteten Lapis-Systematik nach Stefan Weiß, die formal auf der alten Systematik von Karl Hugo Strunz in der 8. Auflage basiert, erhielt das Mineral die System- und Mineralnummer I/A.02-075. Dies entspricht der Klasse der „Elemente“ und dort der Abteilung „Metalle und intermetallische Verbindungen“, wo Aurihydrargyrumit zusammen mit Belendorffit, Bleiamalgam, Eugenit, Goldamalgam, Kolymit, Luanheit, Moschellandsbergit, Paraschachnerit, Potarit, Quecksilber, Schachnerit und Weishanit eine unbenannte Gruppe mit der Systemnummer I/A.02 bildet.
Die von der Mineraldatenbank „Mindat.org“ weitergeführte Strunz-Klassifikation ordnet den Aurihydrargyrumit wie die Lapis-Systematik in die Abteilung der „Metalle und intermetallische Verbindungen“ (englisch Metals and Intermetallic Alloys), genauer in die Unterabteilung „Quecksilber-Amalgam-Familie“ mit der Systemnummer 1.AD. Eine weitere Einordnung in eine Gruppe mit chemisch und strukturell verwandten Mineralen wurde bisher nicht vorgenommen (Stand 2025, vergleiche dazu auch gleichnamige Unterabteilung in der Klassifikation nach Strunz (9. Auflage)).

## Chemismus
In der (theoretisch) idealen Zusammensetzung von Aurihydrargyrumit (Au6Hg5) besteht das Mineral im Verhältnis aus je 6 Teilen Gold (Au) und 5 Teilen Quecksilber (Hg) pro Elementarzelle. Dies entspricht einem Massenanteil (Gewichtsprozent) von 54,09 Gew.-% Au und 45,91 Gew.-% Hg.
Die Analyse des Typmaterials der natürlichen Mineralbildung ergab anhand von insgesamt 5 SEM-EDS-Messungen eine leicht abweichende, durchschnittliche Zusammensetzung von 54,92 Gew.-% Au und 47,50 Gew.-% Hg. Auf der Basis von zusammen 11 Au- und Hg-Atomen ergab sich entsprechend die empirische Formel Au5,95Hg5,05, die zur eingangs genannten Formel idealisiert wurde.

## Kristallstruktur
Aurihydrargyrumit kristallisiert in der hexagonalen Raumgruppe P63/mcm (Raumgruppen-Nr. 193) mit den Gitterparametern a = 6,9960(10) Å und c = 10,154(2) Å sowie 10 Formeleinheiten pro Elementarzelle.

## Bildung und Fundorte
An seiner Typlokalität (erstem Fundort) am Fluss Oda nahe Iyoki (Gemeinde Uchiko, Japan) fand sich Aurihydrargyrumit in einer fluvialen Seifenlagerstätte zusammen mit Sedimenten aus mafischen, pelitischen und psammitischen Schiefer- und verschiedenen „Grünsteinen“. Das Mineral trat hier als dünne, maximal 2 μm dicke Schichten auf der Oberfläche von Goldpartikeln auf. In dem gesammelten Seifenmaterial fanden sich als Begleitminerale weitere gediegen vorkommende Elemente wie Iridium und Osmium sowie das Iridium-Arsen-Sulfid Irarsit, die Oxide Chromit, Ilmenit und Magnetit, das Calciumwolframat Scheelit und das Zirconiumsilikat Zirkon.
Außer an seiner Typlokalität und bisher einzigem Fundort in Japan konnte Aurihydrargyrumit nur noch in einer hydrothermal gebildeten Siderit-Quarz-Ader bei Perlová dolina (Grellenseifen) nahe Gelnica (Košický kraj) in der Slowakei und in der Goldmine „Modderfontein B“ bei Springs in der südafrikanischen Provinz Gauteng entdeckt werden (Stand 2025).